# Plectiscidea substantiva
Plectiscidea substantiva är en stekelart som beskrevs av Rossem 1987. Plectiscidea substantiva ingår i släktet Plectiscidea och familjen brokparasitsteklar. Inga underarter finns listade i Catalogue of Life.